# Doug Martin (giocatore di football americano 1957)
Douglas Martin detto Doug Martin (Fairfield, 22 maggio 1957) è un ex giocatore di football americano statunitense che ha giocato nel ruolo di defensive end per i Minnesota Vikings della National Football League (NFL). Scelto al 1º giro come 9º assoluto al Draft NFL 1980 dai Vikings, aveva in precedenza giocato a football presso l'Università di Washington. È fratello minore di George Martin, ex defensive end dei New York Giants e presidente della NFL Alumni Association.

## Carriera universitaria
Dopo aver frequentato la Armijo High School, Martin ricevette una borsa di studio dai Washington Huskies, squadra di football dell'Università di Washington, con i quali disputò nella stagione del debutto 5 incontri nel ruolo di defensive tackle, dividendosi il posto da titolare con Keith Richardson. Divenuto titolare nel 1977, stagione nella quale da sophomore disputò 12 incontri e mise a segno 99 tackle, nel 1978 chiuse la stagione mettendo a referto 107 tackle in 11 incontri che aiutarono gli Huskies guidati in attacco da Warren Moon a conquistare il Pac-8 Conference Championship e successivamente il prestigioso Rose Bowl, gara dominata nella prima metà di giocò dalla difesa degli Huskies capace di mettere a segno 3 sack sul quarterback dei Michigan Spartans e di lasciare a zero punti segnati gli avversari. L'anno seguente, l'ultimo di Martin con la maglia degli Huskies, mise a segno solamente 66 tackle, limitato dai postumi di un infortunio occorsogli fuori stagione. Rientrato a tempo di record per l'inizio della stagione regolare dopo soli quattro mesi dall'intervento, riuscì comunque ad essere eletto nel Second-Team All-America e nei First-Team All-Pac-10 e First-Team All-Coast, a guidare, come capitano della difesa, gli Huskies ad un record di 10-2 ed a conquistare un secondo prestigioso Bowl con gli Huskies, il Sun Bowl 1979, del quale fu anche eletto miglior difensore dopo aver messo a segno 10 tackle contro l'attacco dei Texas Longhorns.

### Università
- Rose Bowl: 1

Washington Huskies: 1978
- Sun Bowl: 1

Washington Huskies: 1979
- Pac-8 Conference Championship: 1

Washington Huskies: 1977

### Individuale
- Sun Bowl Most Valuable Lineman: 1

1979
- Second-Team All-American: 1

1979
- First-Team All-Pac-10: 2

1978, 1979
- First-Team All-Coast: 2

1978, 1979

## Carriera professionistica
Nel 1980 Martin venne selezionato dai Minnesota Vikings al primo giro come 9º assoluto al Draft NFL per far fronte alle partenze ed ai ritiri degli oramai vecchi Purple People Eaters. Trovato finalmente l'accordo contrattuale dopo 4 mesi di contrattazioni con la franchigia del Minnesota, nel suo anno da rookie disputò 11 gare su 16 di stagione regolare (di cui una come titolare) mettendo a segno 5 sack che gli consentirono di guidare i Vikings in tale specialità assieme a Mark Mullaney e Doug Sutherland, risultato bissato anche l'anno seguente quando, divenuto defensive end titolare, chiuse ancora una volta la stagione come leader nei sack assieme a Randy Holloway e Matt Blair, questa volta con 6 placcaggi del quarterback dietro la linea di scrimmage.
Nel 1982 i sack divennero statistica ufficiale stilata dalla NFL e non più solamente statistica annoverata in forma privata dalle varie franchigie, come avvenuto sino al 1981: Martin fu il primo difensore ad iscrivere il proprio nome nell'albo d'oro con 11,5 sack in 9 partite, il massimo numero cui un giocatore poté prender parte quell'anno a causa dello sciopero dei giocatori che costrinse la lega ad accorciare l'iniziale calendario che ne prevedeva come al solito 16 a partire dal 1978. Quello che costituì anche il primo record di sack messi a segno in una stagione (negli anni '60-'70 diversi altri giocatori avevano abbattuto il muro dei 20 sack in una singola stagione, ma come detto la statistica non era ancora annoverata ufficialmente dalla lega), arrivò soprattutto grazie a ben due gare da 3 sack ognuna: la prima fu quella di settimana 3, una sconfitta per 7-26 in casa dei Green Bay Packers il cui quarterback Lynn Dickey subì addirittura un totale di 8 sack dall'intera difesa dei Vikings, la seconda coincise invece con la quarta vittoria stagionale di Minnesota, capace di imporsi 34-31 in casa dei Detroit Lions, e fece inoltre registrare il primo ed unico intercetto in carriera di Martin (ai danni di Gary Danielson).
In seguito, ad un 1983 che vide Martin disputare ancora un'ottima stagione con 13 sack a referto in 16 gare che gli consentirono di divenire per la quarta stagione consecutiva leader dei Vikings nella specialità, ed essere ancora una volta protagonista di una prova eccezionale, forse la migliore in carriera, contro gli storici avversari dei Packers (il cui quarterback subì da Martin questa volta persino 4 sack e 7 in totale dall'intera difesa), fece da contraltare un 1984 deludente sia per Martin, che cominciò ad avere i problemi di infortuni che lo limitarono per il resto della carriera e mise a segno un solo sack su Joe Montana nella penultima gara dell'anno persa 7-51 contro i San Francisco 49ers, sia per i Vikings che dopo una sola stagione esonerarono Les Steckel, notizia questa che Martin accolse "con un enorme sospiro di sollievo".
Nel 1985 tornò a disputare (per l'ultima volta in carriera) tutti e 16 gli incontri della stagione regolare, ma fu soprattutto nel 1986 e nel 1987, entrambe stagioni in cui mise a segno 9 sack, che tornò sui livelli qualitativi dei primi anni anche se non aveva più la forza dominante di un tempo e cominciò ad essere sostituito come leader della difesa da Chris Doleman. Nel 1988 i Vikings guidarono la NFL in difesa totale e terminarono secondi in difesa sui passaggi: Martin contribuì con 3 sack in 11 partite prima di subire, durante la gara di settimana 14 vinta dai VIkings 45-3 sui New Orleans Saints, un grave infortunio ai legamenti del ginocchio destro che richiese un intervento chirurgico ricostruttivo e lo costrinse a saltare gli ultimi due incontri della stagione e le due gare di playoff. L'infortunio, per l'oramai trentunenne Martin, si rivelò fatale per il prosieguo di carriera, tanto che dopo un 1989 in cui scese in campo in sole 7 occasioni e per la prima volta in carriera chiuse una stagione senza sack, fu svincolato dai Vikings nell'aprile del 1990 e decise di ritirarsi chiudendo così una carriera decennale con un totale di 50,5 sack messi a segno in 126 partite.

## Vittorie e premi

### Individuale
- First-Team All-Pro: 1

1982
- First-Team All-NFC: 1

1982
- Leader dei sack nella NFL: 1

1982
- Difensore della NFC del mese: 1

settembre 1986

## Statistiche
Fonte: NFL.com
| Statistiche in carriera | Statistiche in carriera | Statistiche in carriera | Sack | Intercetti | Intercetti | Intercetti | Altro | Altro | Altro |
| Anno                    | Squadra                 | Gare                    | Sack | Int        | Yard       | TD         | FF    | PDev  | Saf   |
| ----------------------- | ----------------------- | ----------------------- | ---- | ---------- | ---------- | ---------- | ----- | ----- | ----- |
| 1980                    | Minnesota Vikings       | 11                      | --   | --         | --         | --         | --    | --    | --    |
| 1981                    | Minnesota Vikings       | 16                      | --   | --         | --         | --         | --    | --    | --    |
| 1982                    | Minnesota Vikings       | 9                       | 11½† | 1          | 0          | 0          | 0     | 0     | --    |
| 1983                    | Minnesota Vikings       | 16                      | 13†  | --         | --         | --         | 0     | 0     | --    |
| 1984                    | Minnesota Vikings       | 13                      | 1    | --         | --         | --         | 0     | 0     | --    |
| 1985                    | Minnesota Vikings       | 16                      | 4    | --         | --         | --         | 0     | 0     | --    |
| 1986                    | Minnesota Vikings       | 15                      | 9    | --         | --         | --         | 0     | 0     | --    |
| 1987                    | Minnesota Vikings       | 12                      | 9    | --         | --         | --         | 0     | 0     | --    |
| 1988                    | Minnesota Vikings       | 11                      | 3    | --         | --         | --         | 0     | 0     | --    |
| 1989                    | Minnesota Vikings       | 7                       | --   | --         | --         | --         | --    | --    | --    |
| Carriera                |                         | 126                     | 50½  | 1          | 0          | 0          | 0     | 0     | 0     |

† Leader stagionale di lega
† Leader stagionale dei Vikings
N.B.: le statistiche relative ai sack non sono disponibili prima del 1982, quelle relative ai tackle prima del 2001